# زمین آینده
زمین آینده (به انگلیسی: Future Earth)، یک برنامه تحقیقاتی بین‌المللی است که هدف آن ایجاد دانش در مورد جنبه‌های زیست‌محیطی و انسانی تغییرهای جهانی و یافتن راه حل‌هایی برای توسعه پایدار است. هدف آن افزایش تأثیر تحقیقات علمی بر توسعه پایدار است.

## مأموریت و اصول
- الهام بخشیدن و ایجاد علم میان رشته‌ای مرتبط با چالش‌های اصلی پایداری جهانی
- ارائه محصولات و خدماتی که جامعه برای رویارویی با این چالش‌ها به آن نیاز دارد
- طراحی و تولید مشترک علم، دانش و نوآوری راه‌حل‌محور برای توسعه پایدار جهانی
- ایجاد ظرفیت در میان دانشمندان در سراسر جهان

## تاریخچه
زمین آینده در ژوئن ۲۰۱۲ در کنفرانس توسعه پایدار سازمان ملل (Rio+20) به بنیان‌گذاری شد.
کنسرسیومی با پراکندگی جهانی در ژوئیه ۲۰۱۴ به عنوان دبیرخانه زمین آینده منصوب شد، با دفاتری در مونترال (کانادا)، استکهلم (سوئد)، کلرادو (ایالات متحده آمریکا)، توکیو (ژاپن) و پاریس (فرانسه).
امی لورز مدیر اجرایی آن است.